# Gratien Tonna
Gratien Tonna (* 18. Januar 1949 in Tunis) ist ein ehemaliger französischer Boxer im Mittelgewicht. Er war französischer Meister und Militärweltmeister der Amateure, sowie französischer Meister, zweifacher Europameister und zweifacher WM-Herausforderer bei den Profis.

## Karriere
Gratien Tonna begann als Kind in Tunesien mit dem Boxen und kam in den 1960er Jahren nach Frankreich. Im Amateurboxsport wurde er 1969 französischer Militärmeister und Militärweltmeister sowie 1970 französischer Meister im Mittelgewicht.
Von 1970 bis 1985 boxte er als Profi im Mittelgewicht, gewann fünf Kämpfe um die französische Meisterschaft und hielt zweimal den Titel des Europameisters. Bei den EM-Kämpfen schlug er 1975 Kevin Finnegan und 1977 Alan Minter.
Zweimal boxte er um eine Weltmeisterschaft; 1974 nach Version der WBC (Niederlage gegen Rodrigo Valdez) und 1975 nach Version der WBA (Niederlage gegen Carlos Monzón). Eine dritte WM-Chance verpasste er bei einem Titelausscheidungskampf 1978 durch eine Punktniederlage gegen Ronnie Harris.
Zwischen Februar 1980 und Juli 1984 bestritt er keinen Kampf. Nach einem gescheiterten Comeback beendete er im Sommer 1985 seine Karriere.